# Simfonija
Za odnos crkve i države vidi Simfonija (teologija).
U zapadnoj klasičnoj muzici simfonija je prošireni muzički sastav, gotovo uvek napisan za orkestar. Obično sadrži barem jedan stav ili deo tog stava napisan prema pravilima sonate. Mnoge simfonije su tonski radovi u četiri čina sa prvim činom u sonatnom obliku, koji se često opisuje od strane muzičkih teoretičara kao struktura „klasične“ simfonije. Iako su mnoge simfonije poznate po klasičnom obliku komponovanom od strane muzičkih velikana poput Jozefa Hajdna, Volfganga Amadeusa Mocarta, i Ludviga van Betovena, neke od njih ne odgovaraju ovom modelu.
Simfonija je proširena kompozicija za orkestar i obično se sastoji od četiri stava. Po svojoj je formalnoj strukturi identična klasičnoj instrumentalnoj sonati, a razlika između ova dva muzička roda je upravo ta što je sonata kamernog karaktera, komponovana za jedan ili dva instrumenta, ređe tri ili više (sonata za gudački orkestar na primer), a simfonija za veći instrumentalni sastav - orkestar. Jedan citat, jednog velikog majstora simfonijske muzike na zalasku epohe muzičkog romantizma, o simfoniji u sažetom obliku govori sve:
Simfonija treba biti kao priča.
Simfonija treba da sadrži sve.
Gustav Maler (1860 – 1911), kompozitor i dirigent

## Poreklo imena
Reč simfonija je izvedena od grčke reči συμφωνία (simfonija), što znači „sporazum ili skladnost zvuka“, a „koncert vokalne ili instrumentalne muzike“, iz σύμφωνος (simfōnos). Ova grčka reč se koristi za opisivanje instrumenta koji se spominje u Knjizi o Danijelu. Naučnici su nekad verovali da su gajde reč koja je identifikovana iz ovog spisa. Međutim, novije naučno mišljenje ističe da reč o kojoj se radi u Knjizi o Danijelu je sifonia (od grčkog σίφων sifonom, „cev“), i zaključuje da gajde nisu postojala u tako ranom vremenu. U kasnoj grčkoj i srednjevekovnoj teoriji reč je korištena za opisivanje skladnosti zvuka, za razliku od διαφωνία (diafōnija), koja je bila reč za disonancu. U srednjem veku i kasnije, latinski oblik imena simfonija se koristi za opisivanje različitih instrumenata, posebno onih koji su u stanju da proizvedu više od jednog zvuka istovremeno.
Isidor Seviljski je bio prvi koji je upotrijebio reč simfonija pri imenovanju jedne vrste dvoglavog bubnja. Od 1155 - 1377 francuski oblik imena simfonije je organistrum ili vergl. U kasnoj srednjevekovnoj Engleskoj, ime simfonija je korištena na oba ova načina, dok je u 16. veku bila izjednačena sa cimbalom. Na nemačkom, pod imenom simfonija su se podrazumijevali spineti i virginali od kraja 16. veka do 18. veka. U smislu „zvučanje zajedno“, reč počinje da se pojavljuje u naslovima nekih dela iz 16. i 17. veka kod kompozitora poput Điovanija Gabrielija sa njegovim „Sacrae symphoniae“, „Symphoniae sacrae“ i „Liber Secundus“, objavljenim 1597 i 1615, zatim; Adrijano Bančieri sa „Ecclesiastiche Sinfonie dette Canzoni u aria francese, po sonare, et cantare, op. 16“, objavljenom 1607. u Veneciji, Lodoviko Grosi Da Vijadana sa „Sinfonie musicali, op. 18“, objavljenom 1610, i Hejnrih Šulc sa „Symphoniae sacrae, op. 6“, i „Symphoniarum sacrarum secunda pars, op. 10“, objavljenim 1629 i 1647. Osim Vijadana zbirke, koja je sadržavala čisto instrumentalnu i svetovnu muziku, to su sve zbirke duhovnih i pevačkih dela, od kojih su neka bila uz instrumentalnu pratnju.
U 17. veku, najvećim delom baroka, pojmovi simfonija i sinfonija su korišteni za niz različitih dela, uključujući i instrumentalne kompozicije koje su se koristile u operskim sonatama i koncertima koji su obično deo većeg dela. Opera sinfonia, ili italijanska uvertira imali su do 18. veka standardnu strukturu od tri kontrastna čina: brzo, sporo, brzo i plesni stav. To je oblik koji se često smatra pretečom orkestarske simfonije. Izrazi „uvertira“, „simfonija“ i „sinfonija“ široko su smatrane promenljivim najvećim delom 18. veka.

## Istorijski razvoj simfonijske muzike
Simfonijska muzika je sigurno najraskošnije područje muzičkog stvaralaštva. Tu se u prvom redu misli na muziku za orkestar, kome se često pridružuju i vokalno - instrumentalni solisti i hor. Iako reč SIMFONIJA ima i brojna druga značenja.
Prošla je simfonijska muzika, počev od prvih oblika u epohi baroka i pretklasicizma pa do danas, brojne razvojne faze. Svoj klasičan oblik dobila je za vreme Hajdna i Mocarta. A kompozitori - romantičari, dali su joj najveće dimenzije i umetničke visine. Sve u svemu, simfonijska muzika bila je i ostala najsnažniji oblik umetničkog izražavanja majstora muzike u svim epohama.

## Rani simfonijski oblici
Reč simfonija obično označava muzičko delo pisano za muzički sastav od više instrumenata i izvođača. U izvornom obliku, ona znači sazvučje, dakle, to je učešće više muzičara i više instrumenata u predstavljanju muzičkog dela ili muzičkih zvukova.
Ali, reč simfonija ima i još jedno značenje, koje nas dovodi do njenih prapočetaka u antičko doba. U drevnom Rimu, ovaj izraz je označavao ograđen prostor na pozornici, rezervisan za instrumentalne izvođače ili jedan instrumentalni sastav. Njega su činili aulos, sirings (vrste drevnih frula), kitara, formiks, cimbali i kastanjete zvane skabilum, koje su označavale takt. Ovaj je instrumentalni ansambl pratio tadašnje rimske pantomime.
Značenje savremenog muzičkog roda, simfonija dobija sa početkom sedamnaestog veka. Desilo se to približno u isto vreme kada se iz težnje za obnovom pevane starogrčke tragedije, rodila opera. Samo, opera zatim ima svoj i intenzivniji razvojni put, dok se simfonija razvijala postepeno, nastajući iz tada pomodnih muzičkih oblika. Prvim delom te vrste, smatra se zbirka Muzičke Simfonije u osam, glasova glasova, koje je 1610. godine napisao i izdao kompozitor Lodoviko Viadana. To je delo napisano u duhu tadašnjeg višeglasnog madrigala, sa elementima koncertnog muziciranja. A zatim tokom XVII i prve polovine XVIII veka nastaju instrumentalna dela pod nazivom simfonije, koja u sebi sažimaju duh baroknog koncerta i tadašnje operske uvertire (tempo brzo-lagano-brzo). Značajni kompozitori tog roda bili su Vićenco Albriči (tvorac prvih instrumentalnih dela koja su nosila naziv ‘’simfonija’’ i imale su svoj ‘’broj’’), Hajnrih Šic (poznate su njegove vokalne ‘’Sinfone Sacrae’’ – ‘’Duhovne Simfonije’’) i Tomazo Albinoni, koji je prvi uveo menuet kao četvrti stav simfonije. Stvarajući svoje Troglasne invencije i simfonije i to za čembalo ili orgulje, Johan Sebastijan Bah ovaj oblik proširuje na kamerno muziciranje, što će sa posebnim respektom u svom stvaralaštvu prihvatiti tek kompozitori u XX veku.

## Formiranje klasične simfonije
Sredinom XVIII veka, simfonija se oblikuje kao samostalan muzički oblik, pisan za orkestar. Najveće zasluga u to vreme, pripadala je kompozitoru i dirigentu Janu Vaclavu Štamicu i njegovom orkestru zvanom Manhajmska Škola, prema gradu u kom je delovala. Simfonija dobija tri zasebna stava - dva brza, bočna alegra i jedan središnji adagio, što zatim prihvataju i dalje razvijaju Hajdn i Mocart, dajući simfoniji zrelo klasično obeležje četvorostavačnosti. Sa Hajdnom i Mocartom, simfonijska muzika je konačno oblikovana.
Jozef Hajdn prvi veliki majstor muzičkog klasicizma i prvi u čuvenom Prvom Bečkom Trijumviratu (Hajdn, Mocart, Betoven), konačno je otkrio i ustanovio klasičnu formu simfonijske muzike. Slično Mocartu, razvio ju je od nasleđenog kratkog trostavačnog oblika iz epohe pretklasicizma, do zrelog i proširenog četvorostavačnog oblika (adagio uvod,allegro - andante - menuet - rondo, finale). Može se slobodno reći: da Hajdn nije ustalio klasični simfonijski oblik, ni Mocart ne bi stvorio svoja najbolja poznija dela, a Betoven ne bi našao inspiraciju za finale svoje Devete (a našao ju je pored ostalog i u Andanteu, drugom stavu Hajdnove Druge Simfonije!).
Danas je poznato ukupno 106 Simfonija Jozefa Hajdna i sve one odražavaju razvojni put simfonijske muzike u XVIII veku, sve do pojave jednog Betovena. Većina ranijih simfonija, komponovane su za kućne koncerte kneza Esterhazija, gde je Hajdn službovao do 1790. godine.
Hajdn je uzdigao simfonijski oblik na njegov razvijeni klasični nivo. U svojim simfonijama, Hajdn je koristio tematski materijal baziran na narodnom stilu. Hajdn je pojednostavljivao muzički materijal u stavovima svojih Simfonija i nanovo mu saglasno svom muzičkom majstorstvu, davao složeniju tonsku strukturu, približavajući je muzičkoj arhitekturi. Tipično je za Hajdnov simfonijski stil još i to da je često isticao pojedine note ili motive iz tema i efektno ih razrađivao, posebno u strogo sonatnom, prvom stavu (u njemu je i lagani uvod pre nastupa sonatnog prvog stava, takođe Hajdnovo dostignuće). Naivni karakter narodne igre, kod Hajdnovih Simfonija je zadržavao samo treći stav, menuet. Mada su menuet u simfoniji koristili i Hajdnovi prethodnici (prvi ga je uveo, kao što smo videli, Tomazo Albinoni), tek sa Hajdnom on postaje punopravni sastavni deo simfonije, pripremajući dolazak betovenskom skercu. Osobeni su po svome stilu i Hajdnovi lagani stavovi, gde se melodije, često veoma jednostavne, razrađivane u tehnici varijacija, koju će tek kasnije preuzeti i snažno razviti Betovenov muzički genije. iznenadni nastupi pauza (što je posebno karakteristično za finalne stavove Hajdnovih Simfonija), Hajdnu su obezbedili počasno mesto u muzičkoj istoriji i nadasve u antologiji simfonijske muzike i ukazali na put kojim će ići stvaraoci u kasnijim muzičkim epohama.
U stopu sa Hajdnom, simfonijsku muziku je polazeći od nasleđenih oblika, stvarao i Volfgang Amadeus Mocart. I on je kao i Hajdn, pošao od kratkog trostavačnog oblika prve polovine XVIII veka i stvorio je prava remek dela zrelog četvorostavačnog simfonijskog klasicizma.
A na prelasku iz XVIII u XIX vek, Betoven polazi od one tačke do koje su
stigli Hajdn i Mocart i prvi značajno proširuje simfonijski oblik. Galantni menuet, zamenjuje njegovom ‘’ubrzanom’’ verzijom, ‘’skercom’’, dajući tako ovom stavu snažnije, dramatičnije obrise. Simfonijska muzika tako dobija nov i još značajniji razvojni put, koji u epohi muzičkog romantizma XIX veka dovodi, kako do stvaranja novih simfonijskih oblika ili obogaćivanja starih, tako i do značajnog proširivanja klasične simfonije do monumentalnih dimenzija.

## Simfonija po vekovima

### Simfonija u 18. veku
Oblik koji mi danas prepoznajemo kao simfonija razvio se u ranom 18. veku. Obično se smatra da je razvijen od italijanske uvertire, dela iz tri stava koja su se koristila kod otvorenih opera, često korištena od strane Aleksandra Skarlatija. Druga važna preteča simfonije je ripieno concerto, relativno malo istraživan oblik nalik koncertu za gudače i kontinuo, ali bez solo instrumenata. Najraniji poznati ripieno končerti su od Đuzepa Torelija (njegova zbirka od 6 ripieno končerta, opus 5 iz 1698). Antonio Vivaldi je takođe pisao dela ovog tipa. Možda najpoznatiji ripieno končerto je Brandenburški končerto br.3 od Johana Sebastijana Baha.
Rane simfonije kao i italijanske uvertire i koncerti, imaju tri stava, u tempu brzo-sporo-brzo. Međutim, za razliku od ripieno koncerta, koji koristi uobičajeni ritornello oblik koncerta, barem prvi stav kod ovih simfonija je bio u nekom binarnom obliku. Simfonije se razlikuju od italijanskih uvertira po tome što su više pisane za koncertna izvođenja, nego kao predstavljanje pozorišnog dela. Iako su najvećim dijelom 18. veka pojmovi uvertira i simfonija korišteni naizmenično, delo koje je izvorno napisano u jednom obliku se ponekad kasnije koristilo u drugom. Velika većina tih ranih simfonija su bila komponovana u duru.
Simfonije u ovom trenutku, bilo za koncertnu, opersku, ili crkvenu upotrebu, nisu bile glavna dela na programu. Često kao i sa končertima, oni su podeljeni između ostalih dela, ili su izvučeni iz svita ili uvertira. Vokalna muzika je smatrana glavnim muzičkim doživljajem, a simfonije su trebale pružiti preludijum, pauze i postludije nakon pevanja. U to vreme većina simfonija su bile relativno kratke, a trajale su između 10 do 20 minuta.
"Italijanski" stil simfonije, često se koristio kao uvertira i entracte u operskim kućama, postao je standardni oblik u tri stava: brzi, „Allegro“, sporiji, a zatim još brži stav. Mozartove rane simfonije su bile komponovane u ovom obliku. Rani oblik u 3 stava je na kraju zamenjen sa onim u 4 stava koji je bio najzastupljeniji u drugom delu 18. veka i najvećeg dela 19. veka. Ovaj simfonijski oblik je bio pod uticajem germanske prakse, i biće povezan sa „klasičnim stilom“ Hajdna i Mocarta. Važne promene bile su dodatak „plesnog“ stavka i promena u karakteru prvog stavka da postane „prvi među jednakima“.
Normalni oblik sa 4 stava postaje onda:
1. Brzi, u binarnom obliku ili kasnije u sonatnom obliku
2. Spori stav
3. Menuet i trio (kasnije se razvio u skerco i trio), u trodelnom obliku
4. Brzi, ponekad i u sonatnom obliku. Druge uobičajene mogućnosti su rondo oblik ili sonata-rondo.

Čak i sredinom 18. veka, varijacije na ovaj oblik simfonije nisu bile retke, a posebno srednja dva stava bi ponekad zamenili mesta ili bi polagani uvod bio dodat u početku, što bi ponekad dovelo do oblika sa četiri stav, sporo-brzo-sporo-brzo.
Prva simfonija kod koje je menuet predstavljen kao treći stav, pojavljuje se u delu iz 1740. godine u D-duru Georga Matijasa Mona. Međutim, to je izolovani primer: prvi kompozitor koji je dosledno koristio menuet kao deo oblika sa četiri stava je Johan Stamic.
Dva glavna centra za pisanje ranih simfonija su Beč, sa predstavnicima pisanja ranog oblika simfonija poput: Georga Kristofa Vagenseila, Venzela Rejmunda Birka i Georga Matija Mona, i Manhajm, centar tzv. manhajmske škole. Simfonije su komponovane u celoj Evropi, sa aktivnim kompozitorima u Italiji poput Giovanija Batiste Samartinija, Andreja Lučesija i Antonija Briosčija, zatim Karla Filipa Emanuela Baha u severnoj Nemačkoj, Leopolda Mocarta u Salcburgu, Fransoa-Žosefa Goseka u Parizu, Johana Kristijana Baha i Karla Fridriha Abela u Londonu.
Kasniji značajni bečki kompozitori simfonija su: Johan Baptist Vanhal, Karl fon Diters Ditersdorf, i Leopold Hofman. Najvažniji simfonisti u drugom delu 18. veka, bili su Jozef Hajdn, koji je napisao 106 simfonija tokom 40 godina, i Volfgang Amadeus Mocart. Njihova mnogobrojna, često izvođena i oponašana dela se obično smatraju apoteozom klasičnom stilu.

### Simfonija u 19. veku
U kasnom 18. veku, vokalna muzika, naročito kantate i opere, smatrane su glavnim oblikom koncertne muzike, poslije kojih su sledili koncerti. Sa razvojem stalnih orkestara, simfonija preuzima sve veće i veće mesto u koncertnom životu. Prelazno razdoblje je bilo od 1790. do 1820. Za Ludviga van Betovena njegov prvi akademski koncert je imao „Hrist na Maslinovoj gori“ kao glavno delo, radije nego dve simfonije i klavirski koncert koji je izvodio na istom koncertu.
Betoven je uveo simfoniju u neistraženo područje širenjem, često dramatično, svih njenih delova. Njegovih 9 simfonija postavili su standard za pisanje simfonija generacijama posle njega. Nakon dve simfonije, koje su napisane u stilu Hajdna, njegova simfonija br. 3 (Eroica), ima razmere i emocionalni raspon koji je izdvaja od ranijih radova, često navođena kao primer uvođenja u razdoblje romantizma. Simfonija broj 9 uzima nezapamćeni istup uključujući delove za vokalne soliste i hor u zadnjem stavu. Beetoven, zajedno sa Francom Šubertom, takođe je bio taj koji je zamenio uglađeni menuet sa življim skercom kao unutrašnjim stavom (najčešće treći od ukupno četiri stava). Skerco, sa većim delokrugom emocionalnog izražavanja, bio je prikladniji romantičnom stilu.
Sledeća generacija simfonista je želela da kombinuje prošireni harmonijski rečnik razvijen od strane hromatskih kompozitora poput Džona Filda Ludviga Spohra i Karl Marija von Vebera, sa strukturnim inovacijama Betovena. Roberta Šumana i Feliksa Mendelsona su dva vodeća germanska kompozitora čija su dela pokušala ovo objedinjavanje. Istovremeno nastaje više eksperimentalni oblik simfonijskog pisanja koji sadrži veći broj simfonija s tekstualnim značenjem ili posebnim programima. Dok „programske simfonije“ koje su napisane još 1790, njihovo mesto i uloga se proširuje sa „Symphonie Fantastique“ Ektora Berlioza iz 1830. i Listove programske simfonije, kao što je Dante simfonija i Faust simfonija, obe iz 1857. Ovo razdoblje poklapa se sa onim što se uopšteno naziva „romantično“ razdoblje, a završava sredinom 19. veka. Iako se pojam „romantičan“ često koristio u muzici da se opiše muzičko razdoblje od Betovena sve do Sergeja Rahmanjinova.
U drugoj polovini 19. veka, u simfonijama se često koriste veoma prošireni stavovi, često u strogom sonatnom obliku. Johanes Brams, koji je koristio Šumana i Mendelsona kao njegovu polaznu tačku, postavio je standard za komponovanje simfonija koji je imao vrlo visok nivo strukturnog jedinstva. Istovremeno simfonije su postajale duže, a postale su osnova širenja brojnih simfonijskih orkestara. Drugi važni simfonisti u kasnom 19. veku su: Anton Brukner, Feliks Draesek, Antonjin Dvoržak, Petar Iljič Čajkovski i Kamij Sen-Sans.
Do kraja 19. veka francuski orguljaši poput Vidora nazvali su neke od svojih orguljaških kompozicija simfonijama: „Romantična“ vrsta orgulja na kojima su svirali (poput onih koje su izgradili Kavaje-Kol) omogućavali su temeljiti orkestralni pristup i zvuk, pa ovi kompozitori nisu mislili o njihovim simfonijama kao inferiornim onima napisanim za simfonijski orkestar. U slučajevima Vidora i posebno Virne je mnogo manje uobičajeno čuti njihove simfonije „samo za orkestar“, (od kojih je jednu napisao Virne, a Vidor napisao nekoliko) nego onih koje je pisao za orgulje.

### Simfonija u 20. veku
U 19. veku simfonije postaju sve veće i veće, kako u vremenskom trajanju tako i u veličini orkestra. Taj razvoj se završio sa Gustavom Malerom početkom 20. veka. U 20. veku pojavljuju se nove promene u stilu i sadržaju dela koje kompozitori označavaju kao „simfonija“. Ideju da je simfonija konačni oblik koji je imao određene standarde je razorena, a umesto toga postaje bilo koje veće orkestarsko delo koje njen kompozitor vidi i označava kao takve. Dok su neki kompozitori poput Sergeja Rahmanjinova i Karla Nilsena, nastavili da pišu u tradicionalnom obliku sa 4 stava, drugi kompozitori su imali različite pristupe. Gustav Maler, čija je 2. simfonija pisana krajem 19. veka u pet stavova. On je nastavio da piše radove u obliku romana: njegova 3. simfonija, kao i druga, ima delove za soliste i hor, te je u 6 stava, peta, sedma i 10. simfonija u 5 stavova, a 8. simfonija, koja bi u drugom vremenu verovatno bila nazvana kantata ili oratorijum, je u dva velika dela, sa pevačima koji pevaju tokom celog trajanja dela. Jan Sibelijusova poslednja Simfonija broj 7 ima samo jedan stav.
Uprkos toj raznolikosti, ostale su određene tendencije jer simfonije su još uvek ograničene na to da su bile dela za orkestar. Pevački delovi su se ponekad koristili uz orkestar, ali retko uz upotrebu solo instrumenata koje je bilo gotovo nepoznato. Poznati izuzeci su „orguljaške simfonije“ komponovane za solo orgulje francuskih kompozitora kao što su Luj Vern i Šarl-Mare Vidor koji koriste snagu i povećane resurse modernih orgulja u predstavljanju orkestralnog učinka.
Uz proširenje onoga što bi se moglo smatrati simfonijom, u 20. veku dolazi do porasta u broju radova koji bi se razumno mogli nazvati simfonije, ali koji su dobili neki drugi naziv od strane svojih kompozitora. Koncert za orkestar Béle Bartóka je samo jedan takav primer (Bartók nikada nije napisao delo, a da ga je nazvao simfonija). U Malerovom „Das Lied von der Erde“ se peva tokom celog dela, ali bi se opravdano moglo nazvati simfonijom. Neki današnji kompozitori i dalje pišu dela koja oni nazivaju „simfonijama“ (Filip Glas, na primer, napisao je osam od 2005). Tendencija u 20. veku za simfonije je da budu manje prepoznatljiv oblik sa svojim vlastitim konvencijama i normama, a više oznaka koju kompozitori primenjuju u orkestarskim delima sa određenim ambicijama, ili čak i neorkestarskih dela. Glen Branka, na primer, komponuje simfonije za električne gitare i udaraljke, u kojima se stapaju industrijske kakofonije i mikrotonalitet s kvazi-misticizmom i naprednom matematikom.

## Karakteristike simfonije
Glavne karakteristike klasične simfonije, kao što je postojala do kraja 18. veka u nemačkom govornom svetu su: 4 stava, od kojih bi prvi obično bio brzi stav u sonatnom obliku, drugi spori stav, treći ili menuet i trio ili trodelni ples poput (skerca) stav u „jednostavnom“ trodelnom metru, završivši sa četvrtim, brzim stavom u rondu i / ili sonatnom obliku. Instrumental, se svirao sa orkestrom relativno umerene veličine uobičajenom u to vreme.
Nakon što je Betoven počeo da eksperimentiše sa strukturom stavova i programskim osobinama u svojoj 6. simfoniji, da bi kasnije dodao pevače u zadnjem stavu njegove 9. simfonije, mogućnosti za oblikovanje simfonijskog formata postaju neograničene. Počevši od ranog romantizma doba, na primer:
- „Više varijacija u strukturi stavova“: više stavova i / ili višeslojna struktura stavova (Berlioz, Roméo i Julija; Maler, 2. i 8. simfonija), struktura iz jednog stava i / ili stavovi koji se nastavljaju bez prekida (Sibelijus, 7. simfonija, Rihard Štraus, Alpska simfonija; Karl Nilsen, 4. simfonija)
- „Više varijacija u instrumentaciji“: mali tipični orkestri u vreme romantizma (Berlioz, Maler, Brukner), solo i / ili horsko pevanje prošireno na nekoliko ili na sve stavove simfonije (Mendelson, 2. simfonija, Berlioz, Roméo i Julija; Šostakovič 14. simfonija; Maler, 8. simfonija). Neobični ili novi instrumenti (kravlja zvona i gitara u Malerovoj 6. simfoniji).
- „Simfonije koje nisu za simfonijski orkestar“ (simfonije koje se sviraju na jednim orguljama kao kod Šarl-Mare Vidora i Luja Verna i simfonija za solo klavir Šarla-Valentina Alkana).
- „Produženi programski sloj“: čak i nakon tonskih poema koje su se odvojile od simfonijskog žanra kao takvog, simfonije su objavljene sa proširenim programima (kao u Berliozovoj „Romeo i Juliji“, po Šekspiru, kao i u njegovoj fantastičnoj simfoniji) sa književnim, poetskim i folklornim elementima (kao u simfonijskom ciklusu Džona Keneha Grahama), ili direktnije, poput niza osećaja (kao u 6. simfoniji Čajkovskog, ili Karl Nilsenova „četiri temperamenta“).[21]

## Specifični simfonijski oblici
Pored onoga što je za simfoniju tipično – to je delo pisano za orkestar, podeljeno na četiri stava koja obrazuju jednu celinu, javljaju se tokom razvoja simfonijske muzike i neki specifični simfonijski oblici, koji unose u simfonijsku muziku i neka osobena obeležja. Ti oblici su:
1. Koncertna simfonija. U ovoj vrsti simfonijskog muziciranja, orkestru se pridružuju solistički instrumenti, po pravilu jedan, a može ih biti dva, pa i tri. Od solističkog koncerta, koncertantna simfonija se razlikuje po tome što se zadržava ustaljena forma simfonije, unutar koje nastupa solistički instrument, iznoseći muzičke misli ravnopravno sa orkestrom.
2. Programska simfonija. Ova vrsta simfonijskog muziciranja je nastala u epohi muzičkog romantizma, u prvoj polovini XIX veka i utemeljio ju je Ektor (Hector) Berlioz. Programska simfonija je tipičan predstavnik romantičarske estetske zablude zvane programska muzika, prema kojoj muzika nije samo apstraktan sklop zvukova i glasova, već ona tim zvukovima i glasovima priča, pripoveda. Osnovna inspiracija za nju, upravo je književnost - poezija i literatura. Forma u kojoj se programska simfonija komponuje može biti ustaljena, kao i u klasičnoj simfoniji, ali je često značajno olabavljena i zamenjena nekom karakterističnom muzičkom mišlju, muzičkim motivom (‘’lajtmotiv’’ ili ‘’fiksna ideja’’) koji se provlači u određenim modifikacijama kroz celu simfoniju, a može biti i sasvim napuštena.
3. Simfonijska poema. To je drugi najznačajniji predstavnik ‘’programske muzike’’, čiji je utemeljivač Franc List. Njene su karakteristike: koncipirana je u jednom stavu, raskošnih je orkestarskih boja i oslanja se na podsticaje iz istorije, literature i umetnosti. Osnovna inspiracija za Listovu simfonijsku poemu, upravo je književnost - poezija i literatura. Polazeći od Listovih dostignuća, simfonijsku poemu na kraju XIX veka, do najvećih umetničkih, ali i realističkih visina, uzdiže Rihard Štraus.
4. Volkano – instrumentalna simfonija. U ovom simfonijskom rodu, orkestru se u pojedinim stavovima ili u celom delu, pridružuju vokalni solisti i hor (ponekad samo vokalni solisti ili samo hor). Prvi je u simfonijsku muziku ova obeležja uveo Betoven, svojom Devetom Simfonijom, a to su zatim prihvatili mnogi (mada ne svi) istaknuti stvaraoci XIX i XX veka. I to je ostao veoma primenjivan vid simfonijskog muziciranja.

Valja međutim ukazati na to da je osnovno polazište za sve simfonijske oblike ipak klasična simfonija. Njena je struktura sačinjena od četiri stava, od kojih je prvi stav po pravilu brzi, sa laganim uvodom i izgrađen u sonatnom obliku (ekspozicija sa dve teme povezane prelazima, razvojni deo, gde se ove teme variraju i repriza, gde se tematski material ponavlja, rekapitulira), a okončava se kodom. Drugi stav je laganog ili umerenog karaktera, a treći je najpre igrački menuet, potom skerco (ova dva stava često menjaju mesta, pa je drugi stav skerco, a treći je lagani stav). Finalni četvrti je u obliku razigranog ronda ili u sonatnom obliku, a njega pokatkad može uvoditi i lagani uvod. Završava se finalnom kodom, koja je i ’’kruna’’, finale cele simfonije.

## Literatura
- Anon. (2008).  Kennedy, Michael, ур. Symphony - The Oxford Dictionary of Music. associate editor Joyce Bourne (2nd изд.). Oxford Music Online. Приступљено 24. 7. 2008.
- Berlioz, Hector (1857). Roméo et Juliette: Sinfonie dramatique: avec choeurs, solos de chant et prologue en récitatif choral, op. 17. Partition de piano par Th. Ritter.  Winterthur: J. Rieter-Biedermann.
- Berlioz, Hector (2002). Berlioz's Orchestration Treatise: A Translation and Commentary. translated by Hugh Macdonald. Cambridge University Press. ISBN 978-0-521-23953-0.
- Brown, Howard Mayer (2001).  Sadie, Stanley; Tyrrell, John, ур. Symphonia". The New Grove Dictionary of Music and Musicians (second изд.). London: Macmillan Publishers.
- Bukofzer, Manfred F. (1947). Music in the Baroque Era: From Monteverdi to Bach. New York: W. W. Norton.
- Blumröder, Christoph von; Steinbeck, Wolfram (2002). Die Symphonie im 19. und 20. Jahrhundert. u: Handbuch de musikalischen Gattungen. Laaber-Verlag, Laaber.
- Eisen, Cliff; Sadie, Stanley (2001).  Sadie, Stanley; Tyrrell, John, ур. Mozart (3): (Johann Chrysostum) Wolfgang Amadeus Mozart". The New Grove Dictionary of Music and Musicians (second изд.). London: Macmillan.
- Fischer, Jens Malte (2003). Gustav Mahler: der fremde Vertraute: Biog,raphie. Beč: Zsolnay. ISBN 978-3-552-05273-4.
- Gruber, Gernot; Matthias, Schmidt. (2006). Die Sinfonie zur Zeit der Wiener Klassik. u: Handbuch de musikalischen Gattungen. Laaber-Verlag, Laaber.
- Hansen, Richard K. (2005). The American Wind Band: A Cultural History. Chicago, Ill: GIA Publications. ISBN 978-1-57999-467-9.
- Jackson, Timothy L. (1999). Tchaikovsky, Symphony no. 6 (Pathétique). Cambridge Music Handbooks. Cambridge and New York: Cambridge University Press. .  978-0-521-64111-1 (cloth);.  978-0-521-64676-5 (pbk).
- Kaye, Nicholas (2001).  Sadie, Stanley; Tyrrell, John, ур. Tournemire, Charles (Arnould)". The New Grove Dictionary of Music and Musicians (second изд.). London: Macmillan Publishers.
- Kennedy, Michael (2006). Sinfonietta. The Oxford Dictionary of Music, second edition, revised, Joyce Bourne, associate editor. Oxford and New York: Oxford University Press.
- Kunze, Stefan (1993). Die Sinfonie im 18. Jahrhundert. Von der Opernsinfonie zur Konzertsinfonie. u: Handbuch der musikalischen Gattungen. Laaber-Verlag, Laaber.
- Larue, Jan; Bonds, Mark Evan; Walsh, Stephen; Wilson, Charles (2001).  Sadie, Stanley; Tyrrell, John, ур. Symphony. The New Grove Dictionary of Music and Musicians (second изд.). London: Macmillan Publishers.
- Marcuse, Sybil (1975). Musical Instruments: A Comprehensive Dictionary. Revised edition. The Norton Library. New York: W. W. Norton. ISBN 978-0-393-00758-9.
- Newman, William S. (1972). The Sonata in the Baroque Era. New York: W. W. Norton.
- Prout, Ebenezer. Applied Forms: A Sequel to Musical Form, third edition. Augener's Edition, no. 9183. London: Augener. Facsimile reprint. New York: AMS Press. 1971.. . 1895.  978-0-404-05138-9..
- Rapoport, Paul (2001).  Sadie, Stanley; Tyrrell, John, ур. Sorabji, Kaikhosru Shapurji [Leon Dudley]". The New Grove Dictionary of Music and Musicians (second изд.). London: Macmillan Publishers.
- Schubert, Giselher (2001).  Sadie, Stanley; Tyrrell, John, ур. Hindemith, Paul." The New Grove Dictionary of Music and Musicians (second изд.). London: Macmillan.
- Smith, Rollin (2001).  Sadie, Stanley; Tyrrell, John, ур. Vierne, Louis(-Victor-Jules)". The New Grove Dictionary of Music and Musicians (second изд.). London: Macmillan.
- Stainer, John; Francis W Galpin. (1914). Wind Instruments - Sumponyah; Sampunia; Sumphonia; Symphonia. u The Music of the Bible, with Some Account of the Development of Modern Musical Instruments from Ancient Types (new изд.). New York: H.W. Gray Co.
- Stein, Leon (1979). Structure & Style: The Study and Analysis of Musical Forms (expanded изд.). Princeton, N.J.: Summy-Birchard Music. ISBN 978-0-87487-164-7.
- Temperley, Nicholas (2001).  Sadie, Stanley; Tyrrell, John, ур. Sinfonietta." The New Grove Dictionary of Music and Musicians (second изд.). London: Macmillan Publishers.
- Thomson, Andrew (2001).  Sadie, Stanley; Tyrrell, John, ур. Widor, Charles-Marie(-Jean-Albert)", 2. Works. The New Grove Dictionary of Music and Musicians (second изд.). London: Macmillan.
- Webster, James; Feder, Georg (2001).  Sadie, Stanley; Tyrrell, John, ур. Haydn, (Franz) Joseph. The New Grove Dictionary of Music and Musicians (second изд.). London: Macmillan.